# Ludolf Bakhuizen
Ludolf Bakhuizen (sau Backhuysen) (n. 28 decembrie 1630 - d. 17 noiembrie 1708) a fost un pictor și gravor neerlandez.
A pictat în special peisaje marine cu efecte contrastante de culoare.
De asemenea, a lăsat remarcabile desene și acvaforte.
Una dintre cele mai celebre lucrări ale sale este Furtună în lacul Haarlem.

## Imagini
Câteva reprezentări de corăbii navigând pe o mare furtunoasă:

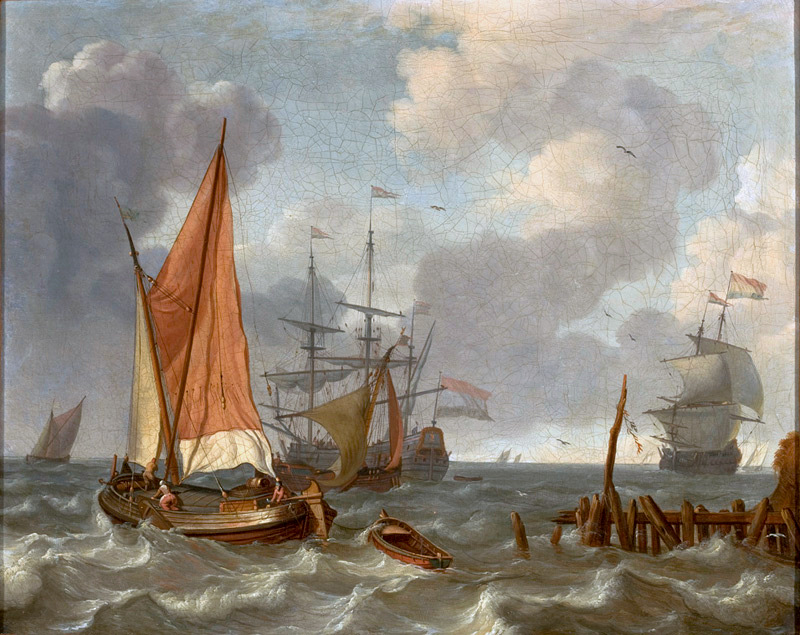
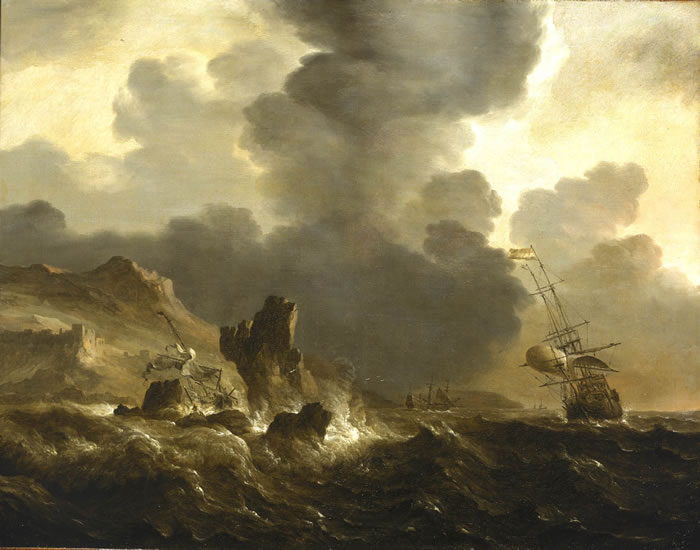
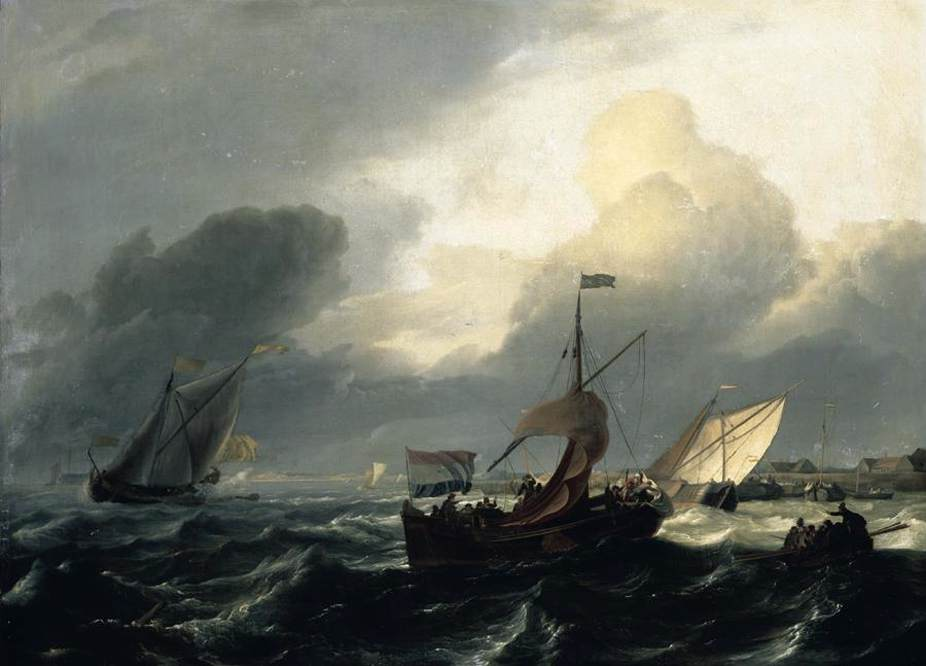
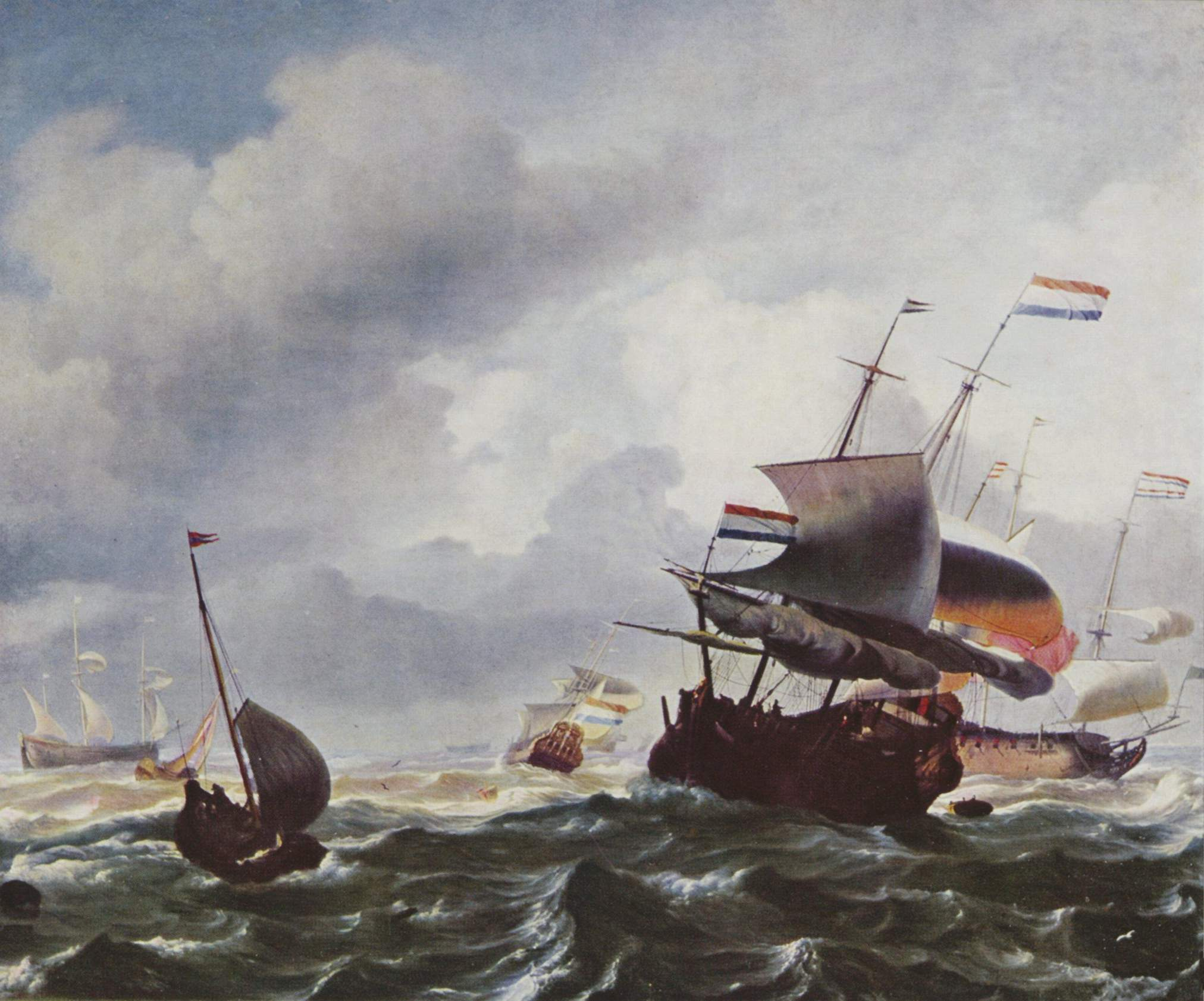
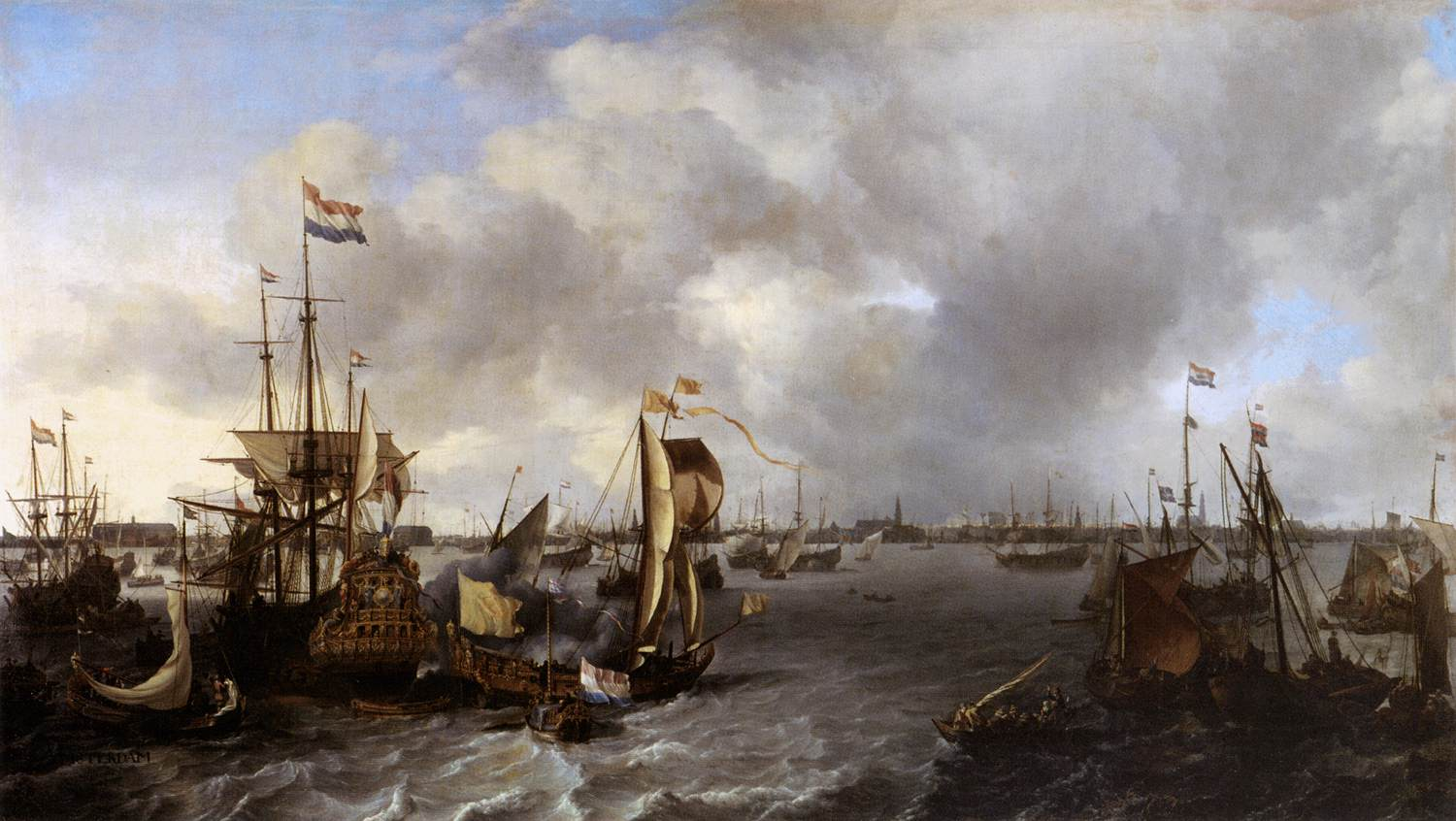

1. ↑  Ludolf Bakhuizen (în engleză), RKDartists
2. ↑  „Ludolf Bakhuizen”, Gemeinsame Normdatei, accesat în 17 octombrie 2015
3. 1 2  Ludolf Backhuysen, Discogs, accesat în 9 octombrie 2017
4. ↑  Ludolf Backhuysen, Opća i nacionalna enciklopedija
5. 1 2  Allgemeines Künstlerlexikon Online, accesat în 25 octombrie 2022
6. ↑  Ludolf Bakhuizen, RKDartists, accesat în 9 octombrie 2017
7. ↑  The Fine Art Archive, accesat în 1 aprilie 2021
8. ↑  Ludolf Backhuysen, Autoritatea BnF
9. ↑  IdRef, accesat în 11 mai 2020